# José María de Azcarate y Ristori
José María de Azcarate y Ristori (castellà: José María de Azcárate Ristori)  (Vigo, 18 d'abril de 1919 - Madrid, 22 d'agost de 2001) va ser un historiador de l'art espanyol, autor, investigador, comissari i professor especialitzat en art castellà medieval i escultura renaixentista.